# Volksbank Rhein-Erft-Köln
Die Volksbank Rhein-Erft-Köln eG ist eine Genossenschaftsbank und hat ihren Hauptsitz in Hürth. Das Geschäftsgebiet der Bank beinhaltet die Städte Köln, Brühl, Dormagen, Erftstadt, Euskirchen, Hürth, Frechen, Kerpen, Pulheim, Wesseling und die Gemeinden Nörvenich, Weilerswist und Swisttal.

## Geschichte
Die Geschichte der Volksbank Rhein-Erft-Köln eG, ehemals Raiffeisenbank Frechen-Hürth eG, geht zurück bis ins Jahr 1880. Die Wurzeln der Bank lagen in Gleuel, Urbach und Worringen. Im Laufe der Jahre wurden in immer mehr Orten Raiffeisenbanken und Spar- und Darlehenskassen gegründet, die sich im Verlaufe der Jahre zu immer größeren Einheiten, zuletzt im Oktober 2019 zusammentaten.
Die Ziele waren laut Satzung:
"Hebung der Wirtschaft und des Erwerbs der Mitglieder und Durchführung aller zur Errichtung dieses Zweckes geeigneten Maßnahmen, insbesondere
a) vorteilhafte Beschaffung der wirtschaftlichen Betriebsmittel,
b) günstiger Absatz der wirtschaftlichen Erzeugnisse"
Diese ersten Satzungen orientierten sich letztlich an landwirtschaftlichen Zwecken, wie es die Raiffeisenbanken grundsätzlich in den Anfangsjahren taten. Dieser Text wurde jedoch den überwiegenden Belangen der übrigen Mitglieder nicht gerecht. Sofort wurde auf Druck der Mitglieder neu überlegt und neu formuliert. Schon die Generalversammlung am 23. Januar 1902, also ein knappes Jahr später, änderte das Satzungsziel wie folgt:
"Gegenstand ist das Unternehmen und der Betrieb eines Spar- und Darlehenskassengeschäftes zum Zwecke:
1. der Erleichterung der Geldanlage und Förderung des Sparzinses,
2. der Gewährung von Darlehen an die Genossen für den Wirtschaftbetrieb."
Damit fand der Sparwille, insbesondere der Arbeiter, Berücksichtigung. Zu den Vorstandsmitgliedern rückten schon bald in verstärktem Umfange bei den Vorstandswahlen der nachfolgenden Jahre Zeitarbeiter, Fabrikarbeiter, Bäcker- u. Maurermeister auf.
Die heutige Hauptstelle am Brabanter Platz wurde im Jahre 1956 bezogen und im Jahre 1972 erweitert.

## Fusionen
- Spar- und Darlehnskasse Gleuel
- Spar- und Darlehnskasse Frechen
- Spar- und Darlehnskasse Efferen
- Raiffeisenbank Brauweiler
- Volksbank Sinthern
- Volksbank Kerpen
- Bürger Bank Kerpen
- Volksbank Nörvenich
- Volksbank Köln-Nord
- Porzer Raiffeisen-Volksbank
- VR-Bank Rhein-Erft

## Organisationsstruktur
Die Volksbank Rhein-Erft-Köln eG ist eine eingetragene Genossenschaft. Rechtsgrundlagen sind das Genossenschaftsgesetz und die von der Vertreterversammlung der Volksbank Rhein-Erft-Köln eG erlassene Satzung. Organe der Bank sind der Vorstand, der Aufsichtsrat und die Vertreterversammlung. Die Vertreterversammlung besteht aus gewählten Mitgliedern der Bank, welche die anderen Mitglieder vertreten.